# La haute cuisine
La haute cuisine (av franska haute med betydelsen 'övre' eller 'högsta' och cuisine som betyder 'kök' och 'kokkonst') är idag ett internationellt använt begrepp för raffinerade maträtter och syftar huvudsakligen på rätter som serveras i restauranger. Begreppet skapades under 1600-talet i Frankrike.
I västvärlden har det länge ansetts att det franska köket har en framstående position. Idag kommer ett stort antal gastronomiska fackuttryck från det franska språket. Orsaken ligger huvudsakligen i de stora personliga och finansiella ansträngningarna som gjordes i Frankrike för att tillaga rätter.